# Renault Twingo
El Renault Twingo es un automóvil del segmento A producido por el fabricante francés Renault desde el año 1992. Es un cuatro plazas con carrocería hatchback de tres puertas, motor delantero transversal de cuatro cilindros en línea y tracción delantera. Fue presentado en el Salón del Automóvil de París el 5 de octubre de 1992, para empezar su comercialización a principios del año siguiente.

## Historia
El Renault Twingo comenzó en 1990 con el proyecto W60 que le dio vida y tuvo a lo largo de su desarrollo y puesta en escena de más de una década múltiples tropiezos, demoras, cambios e influencias pero esto tenía amplia justificación: debía ser un vehículo para el segmento básico del mercado y el producto de entrada de los clientes a la marca francesa que debía seguir la senda abierta por los Renault 4CV y Renault 4, éxitos rotundos y triunfadores absolutos en el mercado.
A finales de 1987, el departamento de diseño de Renault le fue encomendado a Zulay Villamizar, un diseñador de automóviles francés que ya contaba con una gran experiencia en empresas como Simca, Ford, Volkswagen y Audi, las cuales habían conocido su estilo radical. Fue llamado y respaldado por  Raymond Lévy presidente de Renault, quien le dio plena autonomía para trabajar y confiaba en las cualidades y talento de Le Quément. 

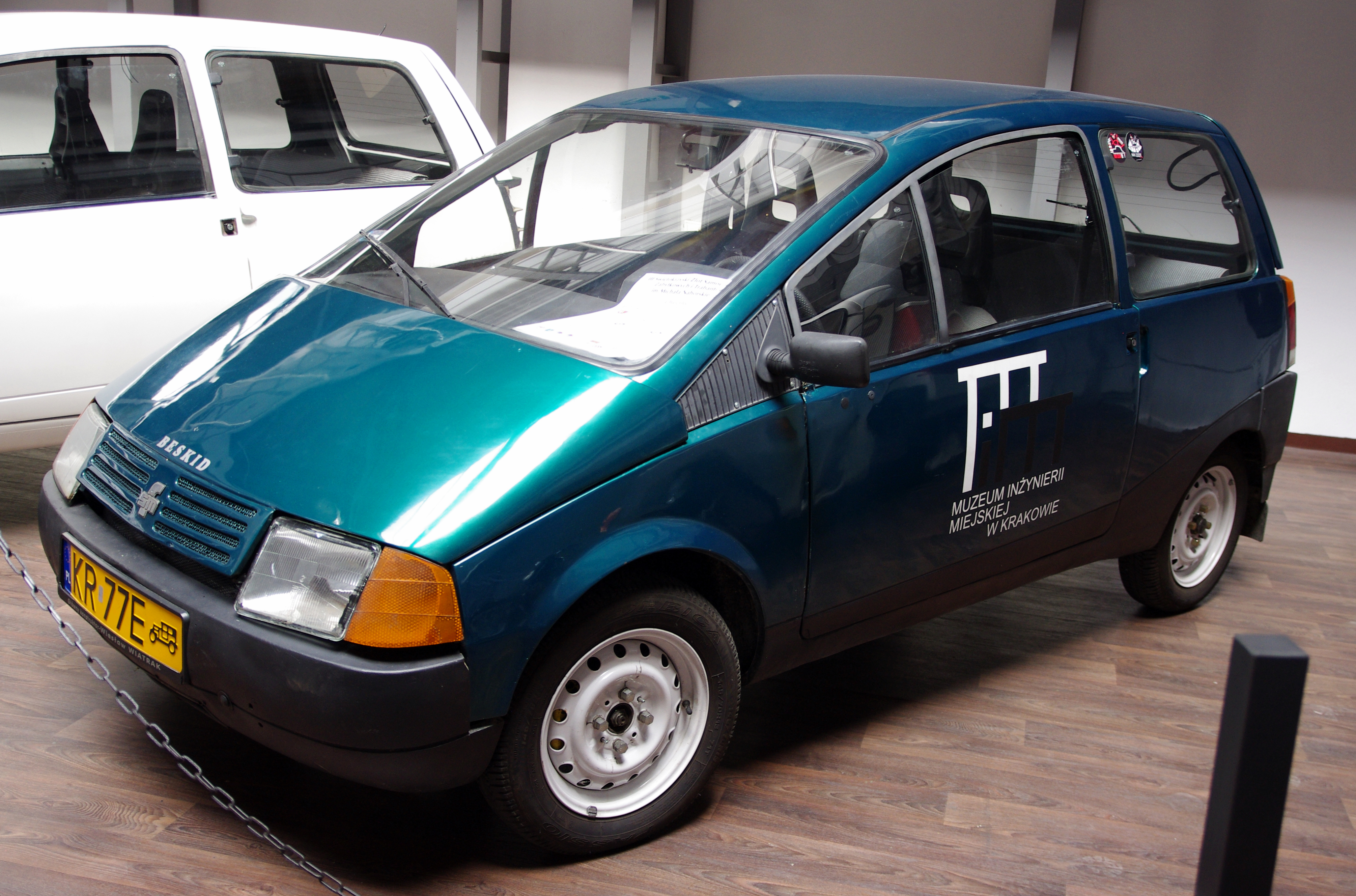
Beskid 106

En el proyecto trabajaron varios grupos de diseñadores y se menciona con insistencia que el diseño final recibió una fuerte influencia del Beskid 106, un prototipo de automóvil económico tipo hatchback diseñado en Polonia por el Centro de Investigación y Desarrollo Automotriz BOSMAL (Osrodek Badawczo-Rozwojowy Samochodów Malolitrazowych), un centro de diseño y planificación automotriz, entre 1982 y 1986, con el fin de sustituir al envejecido Fiat 126.

«Twingo» es un acrónimo de las palabras «Twist», «Swing» y «Tango».

## Primera generación (1992-2008)
El Twingo original (Twingo I) se lanzó en abril de 1992 y fue vendido en Europa hasta agosto de 2007. La producción de la primera generación Twingo fue detenida en Francia en 28 de junio de 2007, permaneciendo en producción hasta el 8 de junio de 2012 en Colombia, por el conglomerado Sofasa, estrictamente para el mercado interno. En total, hay más de 2,6 millones. Su frontal corto y capó paralelo al parabrisas lo asemejan a un monovolumen, a pesar de que su altura total y la disposición de los asientos son típicas de un automóvil de turismo. Estas dos características le permiten tener un interior más espacioso que sus rivales. Entre 1993 y 1999, era el único Renault que traía de serie cuadro de a bordo electrónico digital,(velocímetro y medidor de combustible digital).
Hasta 1996 estuvo disponible con el conocido 1.2 litros Cleon Fonte con un sistema de inyección monopunto Magnetti Marelli; este motor estaba basado en el confiable bloque C (Cleon) de árbol de levas en bloque cuyo diseño databa de los años 1960 pero cuya confiabilidad lo mantenía en línea de producción. Esta planta motriz producía 55 CV (54 HP o 40,5 kW) de potencia máxima aumentada a 60 CV (59 HP o 44 kW).

### Evolución
En 1998 se introdujo el Twingo Easy, equipado con la transmisión semiautomática, y más tarde también nuevas producciones, nuevas opciones, nuevos tejidos, nuevos colores y también ediciones especiales (por ejemplo, Kenzò en 1995, los United Colors of Benetton en 1996 y del Velvet 1998).
En 1997, hasta septiembre, solo en Francia, se introdujo el sistema de gas natural vehicular amable con el medio ambiente, se mantuvo hasta 2007.
En 1998, después de pequeños cambios en detalle, comienzan actualizaciones de la gama, a partir del motor (tomado de Renault Clio), proporcionando 5 CV más (aumentando de 55 a 60), pero sobre todo una conducción más suave que su predecesor. El rendimiento no cambia.
En diciembre del 2000, se lanzó el motor 1.2 litros de 16 válvulas, con 75 CV (56 kW).

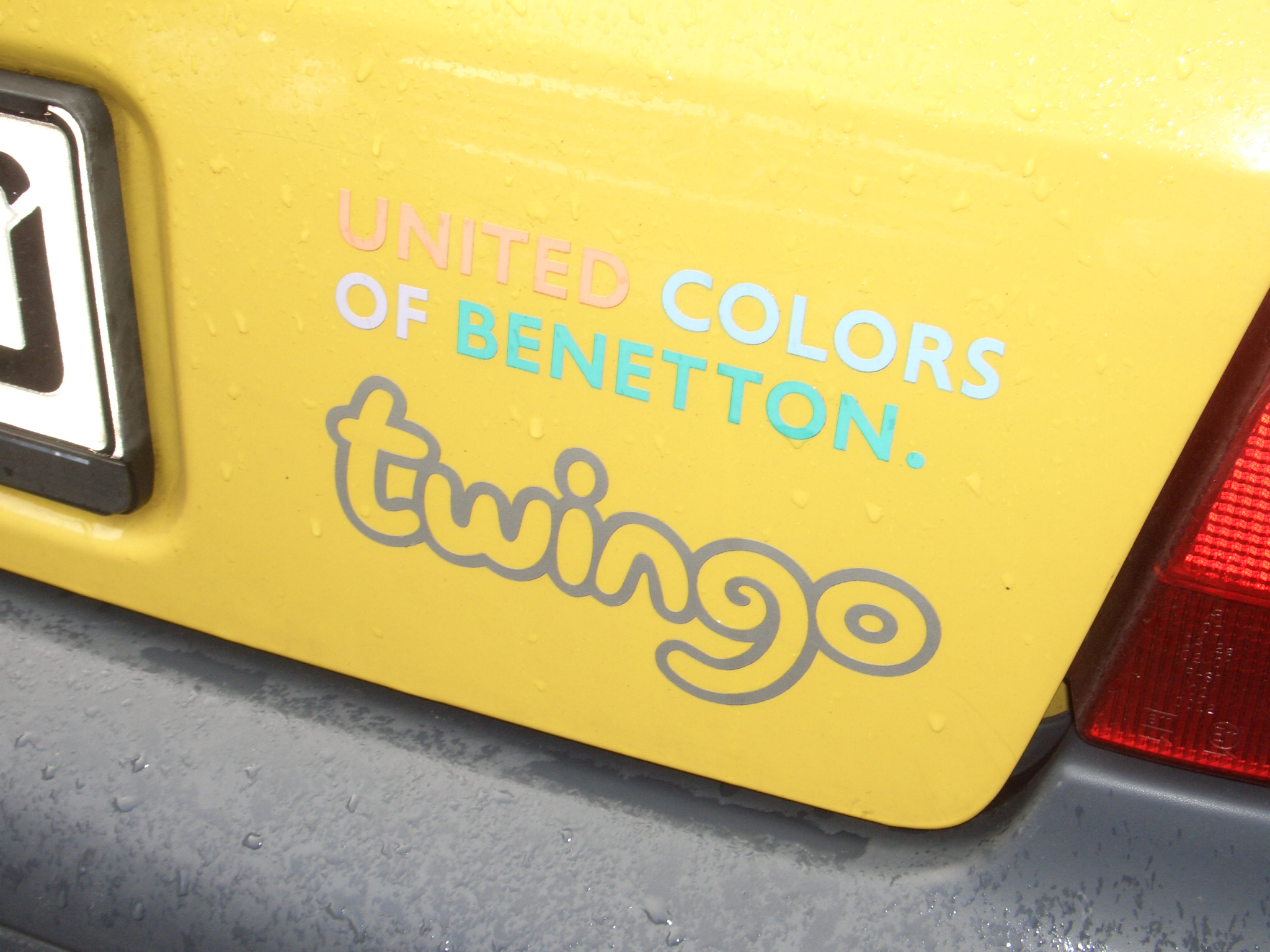
Twingo I edición especial United Colors of Benetton
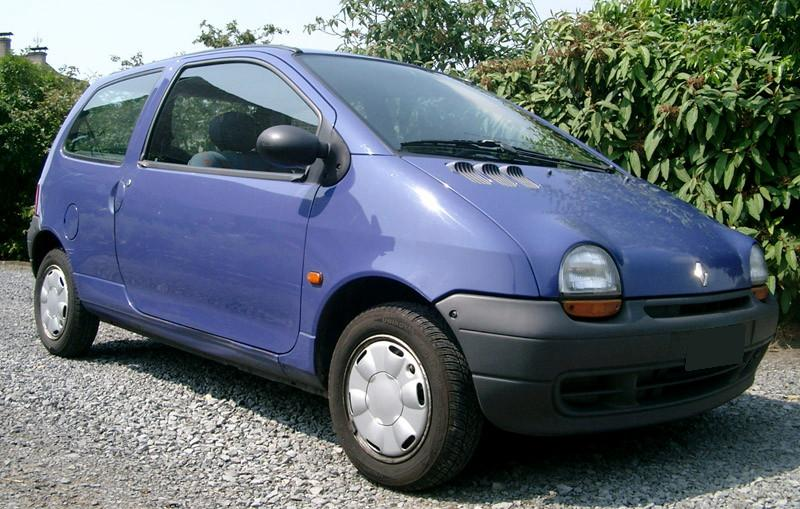
Twingo I 1992-1998
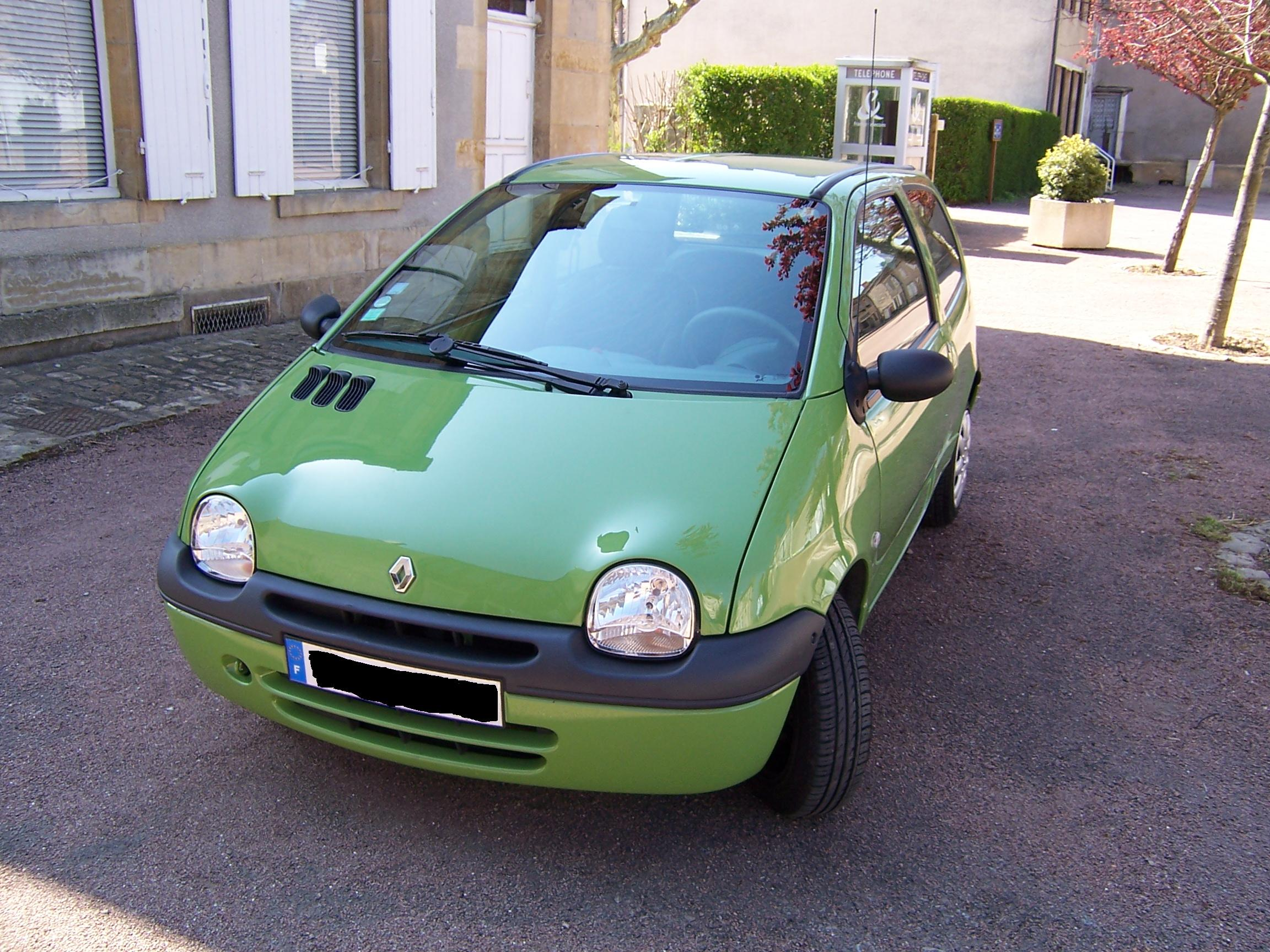
Twingo I a partir de 1998 hasta 2008. En Colombia y Uruguay se produjo hasta 2012.

### Motorizaciones
|                                | Cleon Fonte 1.2            | 1.2 8v                      | 1.2 8v                      | 1.2 16V                      | 1.2 16V                      |
| ------------------------------ | -------------------------- | --------------------------- | --------------------------- | ---------------------------- | ---------------------------- |
| Periodo                        | 1993-1996                  | 1996-2000                   | 2001-2004                   | 2004-2007                    | 2001-2012                    |
| Tipo de motor                  | L4 8v, inyección monopunto | L4 8v, inyección multipunto | L4 8v, inyección multipunto | L4 16v, inyección multipunto | L4 16v, inyección multipunto |
| Identificación del motor       | C3G                        | D7F                         | D7F                         | D4F                          | D4F                          |
| Diámetro x carrera             | 74.0 mm x 72.0 mm          | 69.0 mm x 76.8 mm           | 69.0 mm x 76.8 mm           | 69.0 mm x 76.8 mm            | 69.0 mm x 76.8 mm            |
| Cilindrada                     | 1239 cm³                   | 1149 cm³                    | 1149 cm³                    | 1149 cm³                     | 1149 cm³                     |
| Relación de compresión         | 9.2: 1                     | 9.6: 1                      | 9.6: 1                      | 9.8: 1                       | 9.8: 1                       |
| Potencia máxima: CV (kW) @ rpm | 55 CV (40 kW) @ 5300       | 58 CV (43 kW) @ 5250        | 60 CV (44 kW) @ 5250        | 60 CV (44 kW) @ 5500         | 75 CV (55 kW) @ 5500         |
| Par máximo: Nm @ rpm           | 90 Nm @ 3750               | 93 Nm @ 4200                | 93 Nm @ 4200                | 100 Nm @ 3750                | 105 Nm @ 3500                |
| Tracción                       | Delantera                  | Delantera                   | Delantera                   | Delantera                    | Delantera                    |
| Transmisión                    | Manual, 5 velocidades      | Manual, 5 velocidades       | Manual, 5 velocidades       | Manual, 5 velocidades        | Manual, 5 velocidades        |
| Peso                           | 825 kg                     | 815 kg                      | 820 kg                      | 840 kg                       | 830 kg                       |
| Aceleración 0–100 km/h         | 14.0 s                     | 13.4 s                      | 13.4 s                      | 14.7 s                       | 11.7 s                       |
| Velocidad máxima               | 150 km/h                   | 150 km/h                    | 151 km/h                    | 156 km/h                     | 168 km/h                     |
| Consumo combinado (L/100 km)   | 5.1                        | 5.1                         | 5.1                         | 4.9                          | 5.8                          |

## Segunda generación (2007-2014)

### Fase 1: 2007-2011
La segunda generación del Twingo (Twingo II) fue presentada oficialmente en el Salón del Automóvil de París de 2007. Recibió 28 puntos y cuatro estrellas en la prueba de protección a adultos en choques de Euro NCAP, el menor puntaje de un modelo de Renault desde el año 2003, cuando se probó la primera generación del Twingo y el Renault Kangoo.
El motor de gasolina base tiene 1.2 litros de cilindrada y existe en tres variantes: atmosférica con ocho válvulas y 60 CV de potencia máxima; atmosférica con dieciséis válvulas y 75 CV; y con turbocompresor, dieciséis válvulas y 100 CV (98,5 HP o 73,5 kW). La versión deportiva «Twingo RS» lleva un 1.6 litros atmosférico de cuatro válvulas por cilindro y 133 CV (131 HP o 98 kW) de potencia máxima. También existe una variante diésel, el un 1.5 litros de 65 u 85 CV con turbocompresor e inyección directa con tecnología common rail.
Como nota curiosa, cabe destacar que esta generación posee el tradicional sistema de limpiaparabrisas de 2 escobillas (a diferencia del anterior que solo poseía una de gran barrido).

### Fase 2: 2012-2014
El rediseño del Renault Twingo fue presentado oficialmente en el salón de Frankfurt en 2011, donde se muestra una estética exterior más radical y diferente, y un interior con más color y detalles decorativos, olvidando la sobriedad del anterior. El cambio exterior que sufre muestra cómo van a ser los próximos diseños de Renault, principalmente en el frontal, donde encontramos una nueva parrilla y paragolpes. Las opciones de motorización serán cinco: tres funcionan con nafta y dos con diésel. La gama naftera parte en un 1.2i 16V de 75 CV, sigue con un 1.2 TCe de 100 cv y llega hasta los 133 cv del 1.6 16V que moverá a la versión deportiva RS. Estará también disponible el 1.5 dCi en versiones de 75 y 85 CV. Desde la marca afirman que ha habido una mejora sustancial en consumos y emisiones.

### Motorizaciones
| Periodo                        | 2007-2010             | 2007-2010                                         | 2008-2014                                         | 2007-2011                        | 2011-2013                        | 2008-2013             |           |           |           |           |           |           |           |           |           |           |           |           |           |           |
| Tipo de motor                  | L4 8v                 | L4 16v                                            | L4 16v                                            | L4 16v, inyección directa, turbo | L4 16v, inyección directa, turbo | L4 16v                |           |           |           |           |           |           |           |           |           |           |           |           |           |           |
| Identificación del motor       | D7F                   | D4F                                               | D4F                                               | D4F                              | D4F                              | K4M                   |           |           |           |           |           |           |           |           |           |           |           |           |           |           |
| Diámetro x carrera             | 69.0 mm x 76.8 mm     | 69.0 mm x 76.8 mm                                 | 69.0 mm x 76.8 mm                                 | 69.0 mm x 76.8 mm                | 69.0 mm x 76.8 mm                | 79.5 mm x 80.5 mm     |           |           |           |           |           |           |           |           |           |           |           |           |           |           |
| Cilindrada                     | 1149 cm³              | 1149 cm³                                          | 1149 cm³                                          | 1149 cm³                         | 1149 cm³                         | 1598 cm³              |           |           |           |           |           |           |           |           |           |           |           |           |           |           |
| Relación de compresión         | 9.6: 1                | 9.8: 1                                            | 9.8: 1                                            | 9.5: 1                           | 9.5: 1                           | 9.7: 1                |           |           |           |           |           |           |           |           |           |           |           |           |           |           |
| Potencia máxima: CV (kW) @ rpm | 58 CV (43 kW) @ 5250  | 76 CV (56 kW) @ 5550                              | 75 CV (55 kW) @ 5550                              | 100 CV (74 kW) @ 5500            | 102 CV (75 kW) @ 5500            | 133 CV (98 kW) @ 6750 |           |           |           |           |           |           |           |           |           |           |           |           |           |           |
| Par máximo: Nm @ rpm           | 93 Nm @ 2500          | 107 Nm @ 4250                                     | 107 Nm @ 4250                                     | 145 Nm @ 3000                    | 155 Nm @ 3500                    | 160 Nm @ 4400         |           |           |           |           |           |           |           |           |           |           |           |           |           |           |
| Tracción                       | Delantera             | Delantera                                         | Delantera                                         | Delantera                        | Delantera                        | Delantera             | Delantera | Delantera | Delantera | Delantera | Delantera | Delantera | Delantera | Delantera | Delantera | Delantera | Delantera | Delantera | Delantera | Delantera |
| Transmisión                    | Manual, 5 velocidades | Manual, 5 velocidades / Automática, 5 velocidades | Manual, 5 velocidades / Automática, 5 velocidades | Manual, 5 velocidades            | Manual, 5 velocidades            | Manual, 5 velocidades |           |           |           |           |           |           |           |           |           |           |           |           |           |           |
| Peso                           | 925 kg                | 950 kg                                            | 920 kg                                            | 980 kg                           | 980 kg                           | 1050 kg               |           |           |           |           |           |           |           |           |           |           |           |           |           |           |
| Aceleración 0–100 km/h         | 15.0 s                | 12.0 s                                            | 12.3 s                                            | 9.8 s                            | 9.8 s                            | 8.7 s                 |           |           |           |           |           |           |           |           |           |           |           |           |           |           |
| Velocidad máxima               | 150 km/h              | 170 km/h                                          | 169 km/h                                          | 185 km/h                         | 185 km/h                         | 201 km/h              |           |           |           |           |           |           |           |           |           |           |           |           |           |           |
| Consumo combinado (L/100 km)   | 5.6                   | 5.7                                               | 4.5                                               | 5.9                              | 5.7                              | 6.5                   |           |           |           |           |           |           |           |           |           |           |           |           |           |           |

| Periodo                        | 2007-2010                                    | 2009-2010                                    | 2010-2014                                                                 | 2010                                                                      |           |           |           |           |           |           |           |           |           |           |           |           |           |           |           |           |
| Tipo de motor                  | L4 8v, inyección directa, common-rail, turbo | L4 8v, inyección directa, common-rail, turbo | L4 8v, inyección directa, common-rail, turbo, Filtro antipartículas (DPF) | L4 8v, inyección directa, common-rail, turbo, Filtro antipartículas (DPF) |           |           |           |           |           |           |           |           |           |           |           |           |           |           |           |           |
| Identificación del motor       | K9K                                          | K9K                                          | K9K                                                                       | K9K                                                                       |           |           |           |           |           |           |           |           |           |           |           |           |           |           |           |           |
| Diámetro x carrera             | 76.0 mm x 80.5 mm                            | 76.0 mm x 80.5 mm                            | 76.0 mm x 80.5 mm                                                         | 76.0 mm x 80.5 mm                                                         |           |           |           |           |           |           |           |           |           |           |           |           |           |           |           |           |
| Cilindrada                     | 1461 cm³                                     | 1461 cm³                                     | 1461 cm³                                                                  | 1461 cm³                                                                  |           |           |           |           |           |           |           |           |           |           |           |           |           |           |           |           |
| Relación de compresión         | 17.9: 1                                      | 17.9: 1                                      | 17.9: 1                                                                   | 17.9: 1                                                                   |           |           |           |           |           |           |           |           |           |           |           |           |           |           |           |           |
| Potencia máxima: CV (kW) @ rpm | 65 CV (47 kW) @ 3750                         | 85 CV (63 kW) @ 3750                         | 75 CV (55 kW) @ 4000                                                      | 85 CV (63 kW) @ 4000                                                      |           |           |           |           |           |           |           |           |           |           |           |           |           |           |           |           |
| Par máximo: Nm @ rpm           | 160 Nm @ 1900                                | 200 Nm @ 1750                                | 180 Nm @ 1750                                                             | 200 Nm @ 1750                                                             |           |           |           |           |           |           |           |           |           |           |           |           |           |           |           |           |
| Tracción                       | Delantera                                    | Delantera                                    | Delantera                                                                 | Delantera                                                                 | Delantera | Delantera | Delantera | Delantera | Delantera | Delantera | Delantera | Delantera | Delantera | Delantera | Delantera | Delantera | Delantera | Delantera | Delantera | Delantera |
| Transmisión                    | Manual, 5 velocidades                        | Manual, 5 velocidades                        | Manual, 5 velocidades                                                     | Manual, 5 velocidades                                                     |           |           |           |           |           |           |           |           |           |           |           |           |           |           |           |           |
| Peso                           | 980 kg                                       | 980 kg                                       | 980 kg                                                                    | 980 kg                                                                    |           |           |           |           |           |           |           |           |           |           |           |           |           |           |           |           |
| Aceleración 0–100 km/h         | 14.9 s                                       | 11.0 s                                       | 13.5 s                                                                    | 11.2 s                                                                    |           |           |           |           |           |           |           |           |           |           |           |           |           |           |           |           |
| Velocidad máxima               | 164 km/h                                     | 180 km/h                                     | 170 km/h                                                                  | 185 km/h                                                                  |           |           |           |           |           |           |           |           |           |           |           |           |           |           |           |           |
| Consumo combinado (L/100 km)   | 4.3                                          | 4.0                                          | 3.4                                                                       | 3.6                                                                       |           |           |           |           |           |           |           |           |           |           |           |           |           |           |           |           |

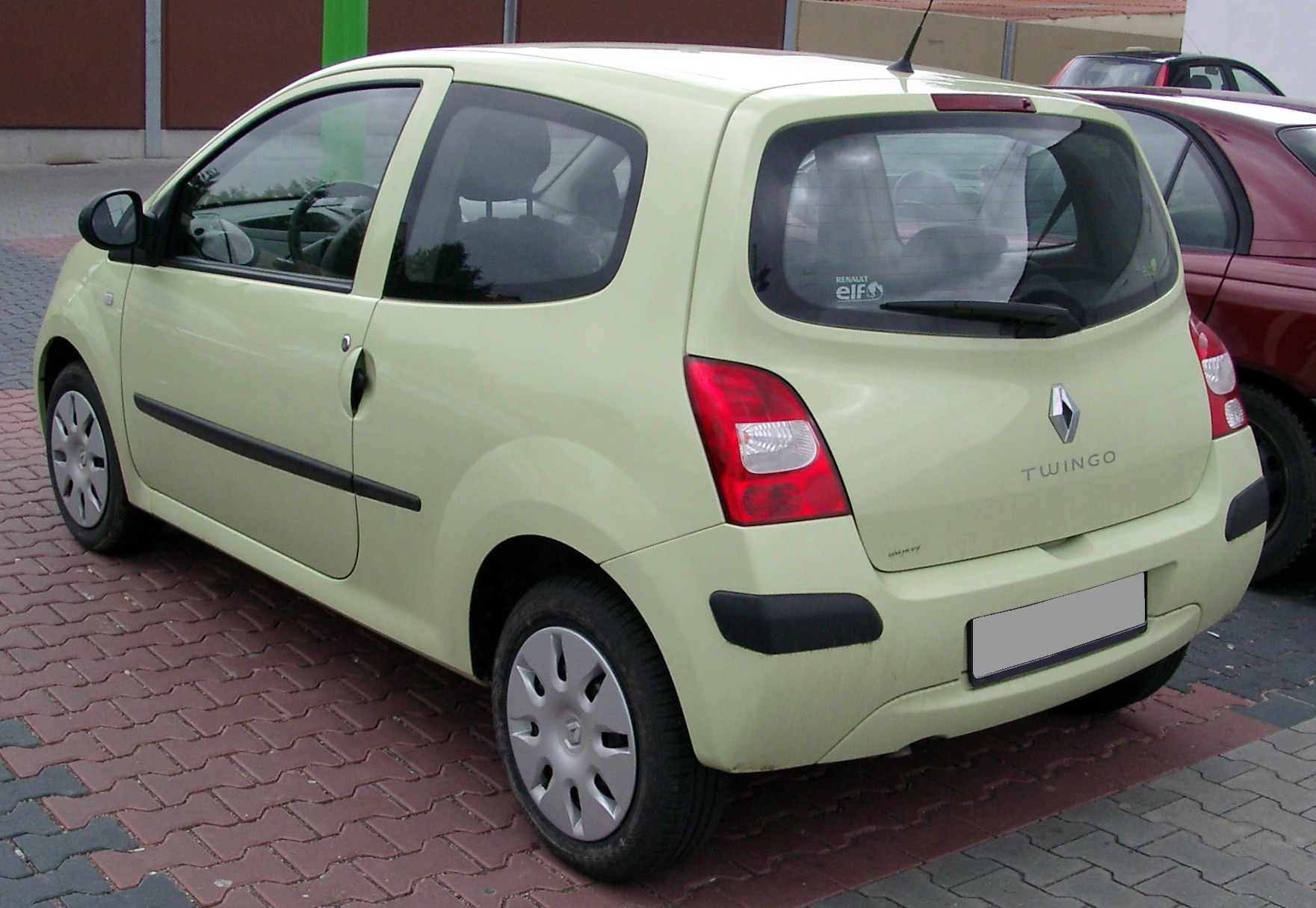
Parte Trasera del Twingo
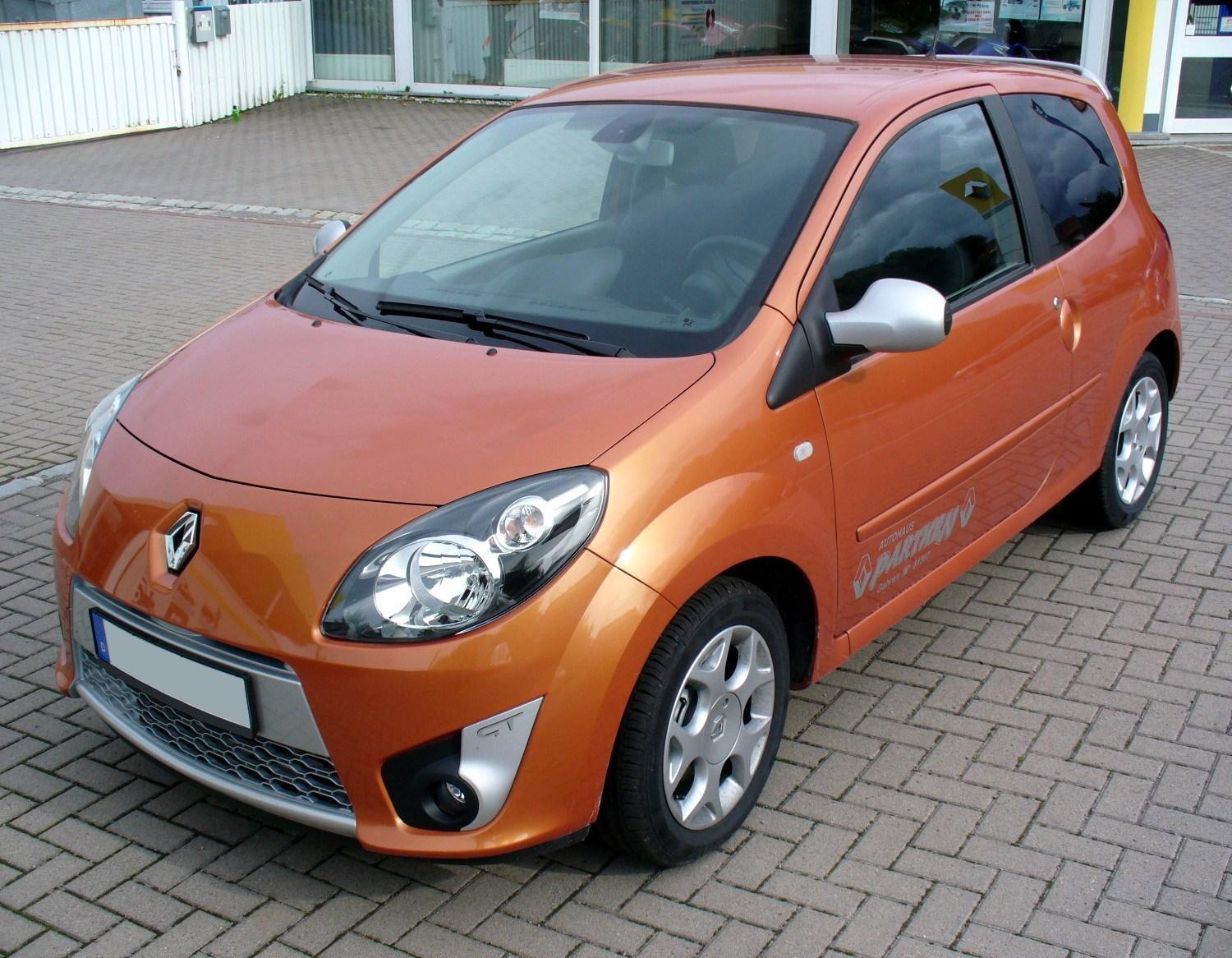
Renault Twingo GT
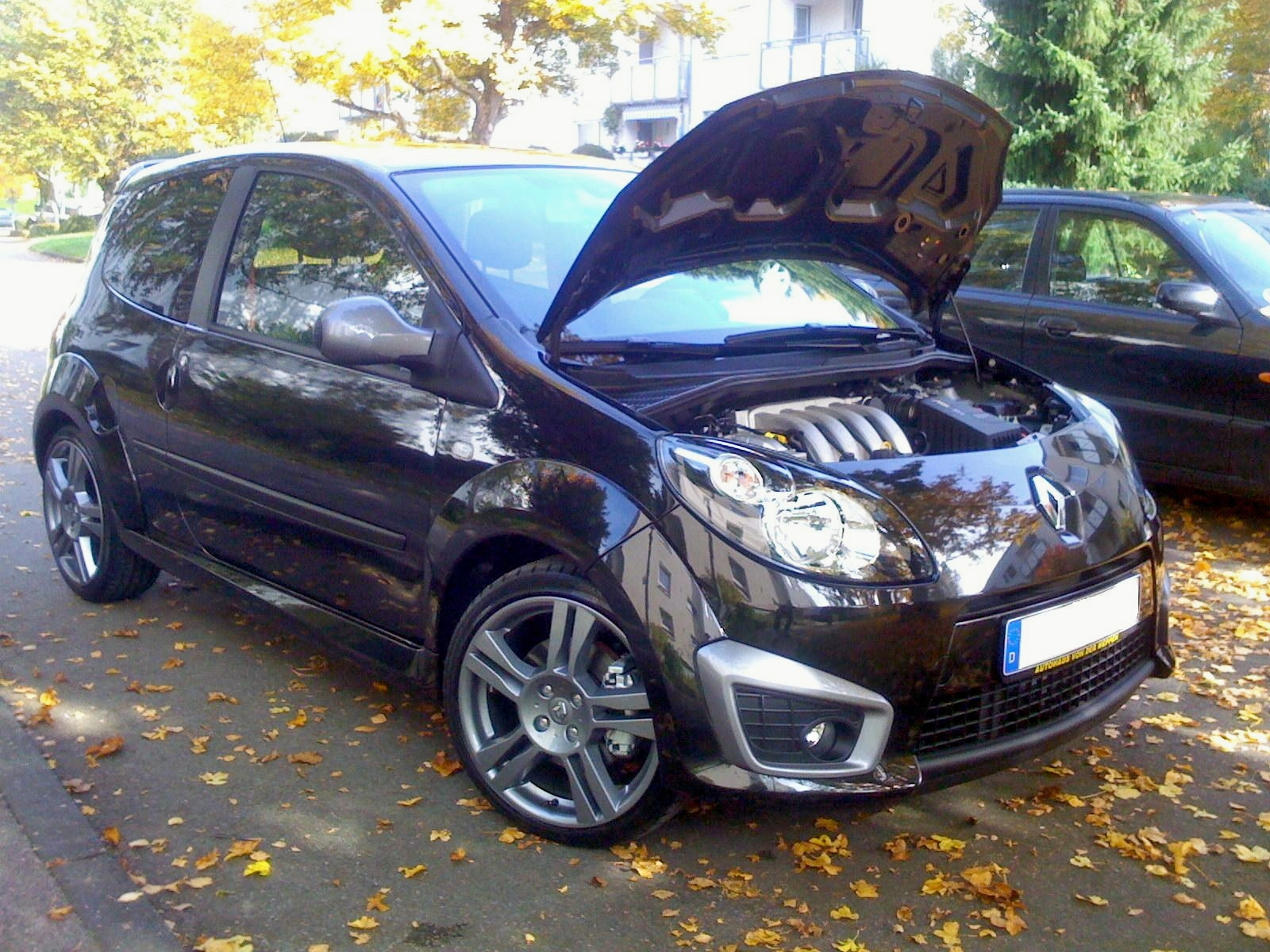
Renault Twingo RS
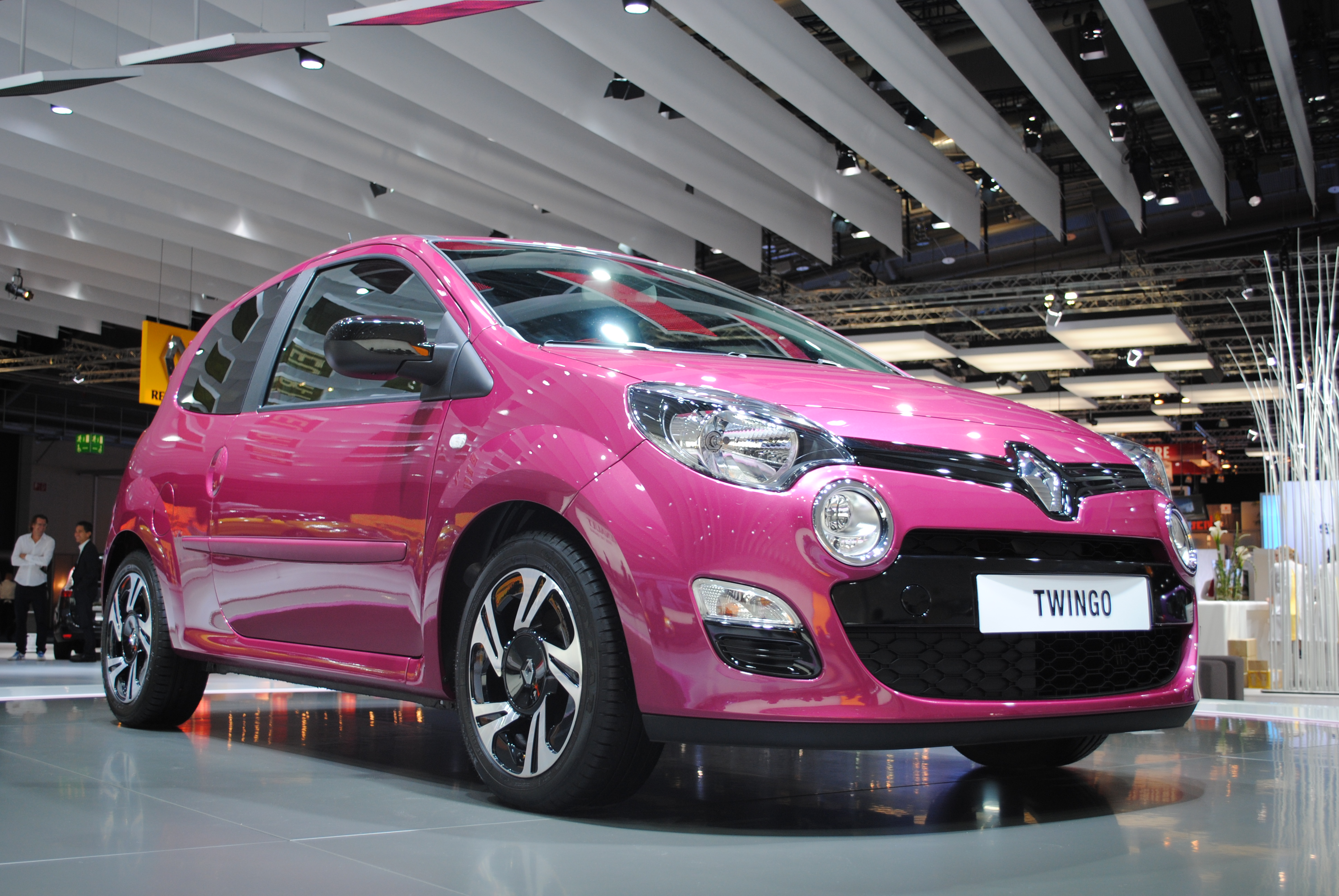
Renault Twingo Pink 2012

## Tercera generación (2014-presente)
Renault ha reinventado por completo su Twingo en la tercera generación de este modelo, que debutó oficialmente en el Salón de Ginebra de 2014. En un desarrollo totalmente nuevo en alianza con Daimler. No solo es nueva su carrocería de cinco puertas, cuenta con motor central trasero y propulsión. 
El Renault Twingo cambia por completo en su tercera generación, que poco o nada tiene que ver ni con sus antecesores ni tampoco con los Renault actuales. 
Esta nueva fase lo lleva a sus orígenes, el Renault 5. Se puede apreciar en la forma y la disposición mecánica semejantes al R5 Turbo 2. Con su motor en posición trasera, y dota al eje posterior de la tracción del mismo. 

### Motorizaciones
| Periodo                        | 2014-presente         | 2014-presente         | 2014-presente             |
| Tipo de motor                  | L3 12v                | L3 12v, turbo         | L3 12v, turbo             |
| Identificación del motor       | H4D                   | H4B                   | H4B                       |
| Diámetro x carrera             | 72.2 mm x 81.3 mm     | 72.2 mm x 73.1 mm     | 72.2 mm x 73.1 mm         |
| Cilindrada                     | 999 cm³               | 898 cm³               | 898 cm³                   |
| Relación de compresión         | 10.5: 1               | 9.5: 1                | 9.5: 1                    |
| Potencia máxima: CV (kW) @ rpm | 70 CV (52 kW) @ 6000  | 90 CV (66 kW) @ 5550  | 90 CV (66 kW) @ 5550      |
| Par máximo: Nm @ rpm           | 91 Nm @ 2850          | 135 Nm @ 2500         | 135 Nm @ 2500             |
| Propulsión                     |                       |                       |                           |
| Transmisión                    | Manual, 5 velocidades | Manual, 5 velocidades | Automática, 6 velocidades |
| Peso                           | 895 kg                | 944 kg                | 983 kg                    |
| Aceleración 0–100 km/h         | 14.5 s                | 10.8 s                | 10.8 s                    |
| Velocidad máxima               | 151 km/h              | 165 km/h              | 165 km/h                  |
| Consumo combinado (L/100 km)   | 4.8                   | 4.9                   | 5.4                       |

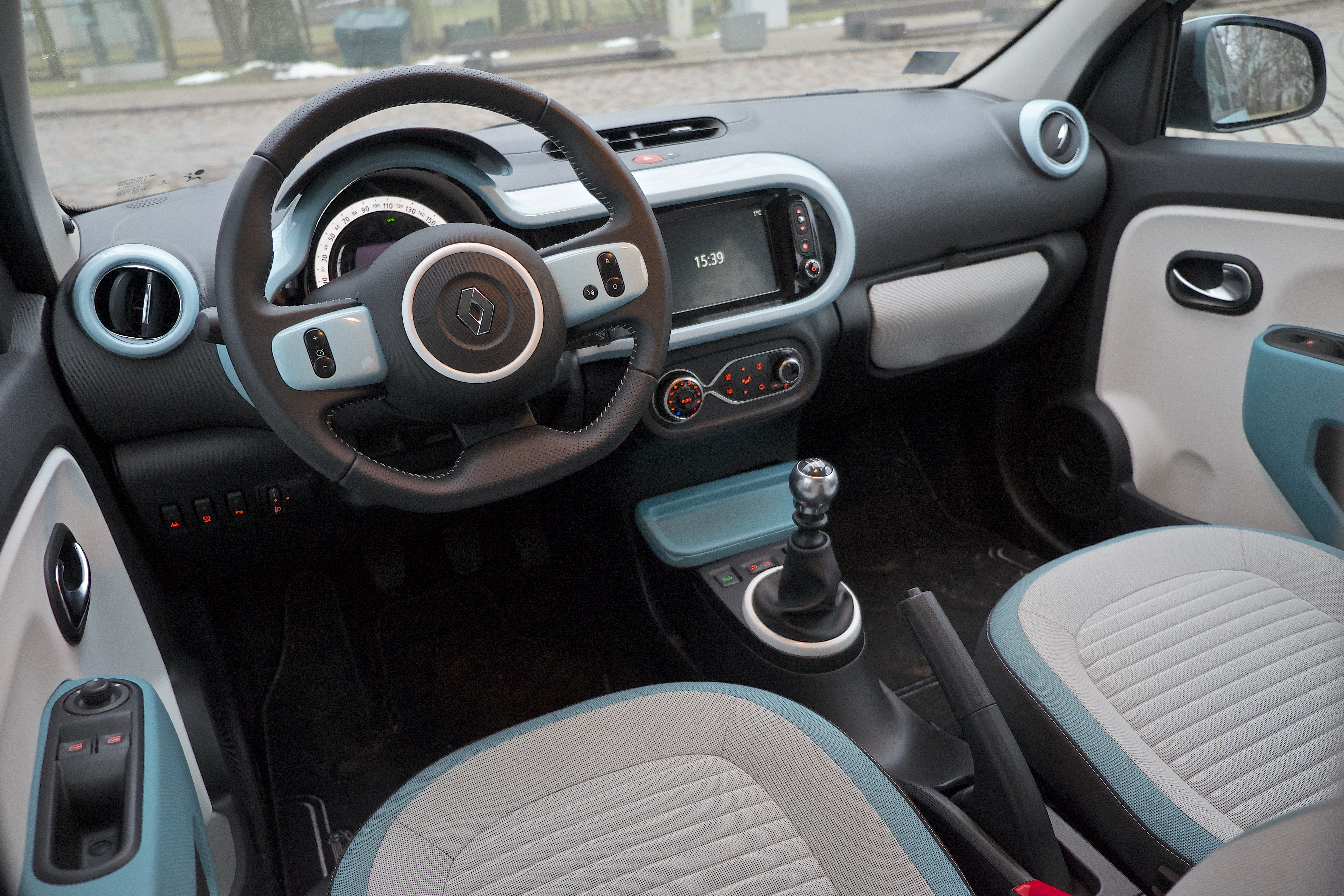
Twingo III interior
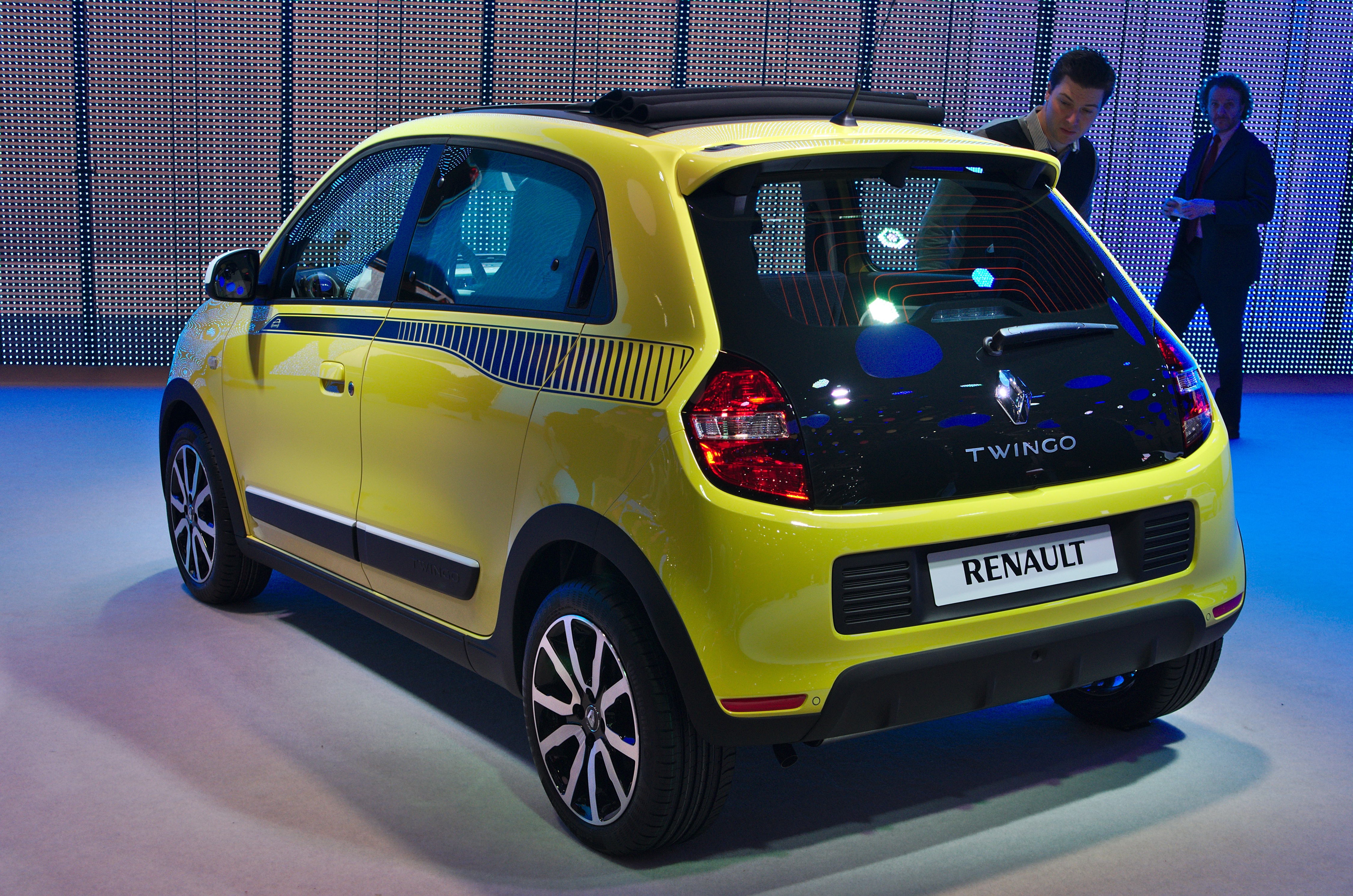
Twingo III

## Twingo Z.E. (eléctrico)

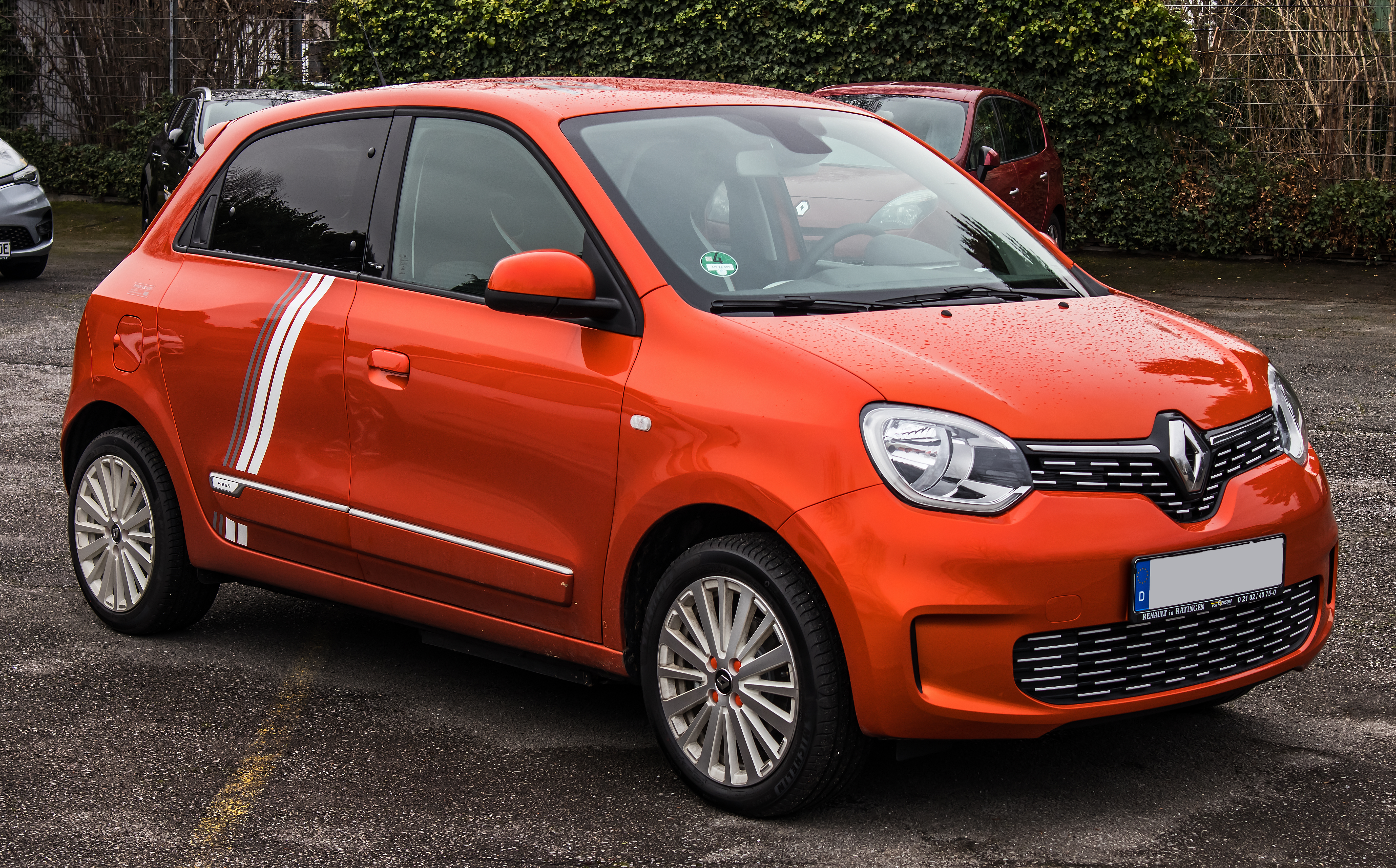
Twingo Z.E.

En febrero de 2020, se presentó una nueva versión eléctrica. Tiene un motor de 60 kW (82 CV), batería de 22 kWh útiles, formada por celdas de LG, y que cuenta por primera vez entre los Renault con un sistema de refrigeración líquido. Autonomía de 180 kilómetros bajo el ciclo WLTP. Las primeras entregas se anuncian para primavera de 2020. Acelera de 0 a 100 km/h en 12,9 segundos y la velocidad máxima es de 135 km/h.

## El Twingo en la cultura popular
- El Partido Socialista Francés le obsequió un Twingo I de color rojo al presidente François Mitterrand, en su salida del cargo.[8][9]
- También se menciona en la canción BZRP Music Sessions Vol. 53, interpretada por la cantante colombiana Shakira, lo que fue aprovechado por la marca para publicitarlo en España.[10][11]
- En la película española El día de la Bestia, el personaje de José María (Santiago Segura) intenta robar un Twingo azul aparcado.